# Dezső Bánffy
Pour les articles homonymes, voir Bánffy.
Dans le nom hongrois Bánffy Dezső, le nom de famille précède le prénom, mais cet article utilise l’ordre habituel en français Dezső Bánffy, où le prénom précède le nom.
Dezső baron Bánffy de Losonc, né le 28 octobre 1843 à Kolozsvár et décédé le 24 mai 1911  à Budapest, est une personnalité politique hongroise.
Il est premier ministre de Hongrie du 15 janvier 1895 au 26 février 1899.
C'est pendant son ministère que l'impératrice et reine Elisabeth est assassinée à Genève.